# Jessie (Toy Story)
Jessie är en fiktiv rollfigur (en trasdocka formad som en cowboyflicka) och en av tre huvudkaraktärer i Disney–Pixars Toy Story-franchise, vilket hon har varit sedan premiären av Toy Story 2 år 1999. Hon har efter sin medverkan i tvåan återkommit till uppföljarna Toy Story 3 och Toy Story 4, som hade premiär år 2010 respektive 2019. Idén att introducera en kvinnlig karaktär föreslogs av Nancy Lasseter, medan John Lasseter, Pete Docter, Ash Brannon och Andrew Stanton utvecklade och skapade karaktären. Hennes amerikanska originalröst görs sedan introduktionen år 1999 av Joan Cusack, medan Sarah McLachlan och Kat Cressida svarar för hennes sångröst respektive hennes röst i datorspelsserien, i den tidigare nämnda franchisen. För hennes svenska röst svarar sångerskan Anna Book, som även har svarat för hennes sångröst i franchisen.